# Half Graway
Half Graway är en klan i Liberia.   Den ligger i regionen Maryland County, i den sydöstra delen av landet, 400 km sydost om huvudstaden Monrovia.